# Lewis A. Coser
Lewis A. Coser, nome completo Lewis Alfred Coser (Berlino, 27 novembre 1913 – Cambridge, 8 luglio 2003), è stato un sociologo statunitense.

## Biografia
Nacque a Berlino con il nome Ludwig Cohen, figlio di Martin Cohen (il cui cognome fu in seguito mutato in Coser, assieme a quello di tutti gli altri famigliari) e di Margarethe Fehlow Cohen, di religione protestante. Il padre era un banchiere e la sua famiglia, di religione ebraica, appartenente alla media borghesia tedesca. Tuttavia, Coser si ribellò presto ai valori borghesi incarnati dai genitori e si iscrisse a un movimento studentesco di stampo socialista. Nel 1933, dopo l'ascesa al potere di Hitler in Germania, a causa dei suoi orientamenti politici, Coser si trasferì a Parigi dove, dopo un susseguirsi di lavori di breve durata e mal pagati, riuscì a trovare un'occupazione stabile come stagista in una compagnia statunitense di intermediazione finanziaria. Il periodo di residenza in Francia fu anche caratterizzato dalla sua partecipazione a movimenti marxisti e trotskisti, nonché dall'iscrizione all'università di Parigi, dove studiò letteratura comparata. La sua tesi di laurea verteva sull'analisi delle letterature francese, inglese e tedesca e comparava le stesse con le diverse strutture sociali dei rispettivi paesi. La reazione di uno dei suoi professori ("Questa è sociologia, non letteratura comparata"), fece sì che Coser si rivolgesse infine alla sociologia.
Allo scoppio della seconda guerra mondiale dovette interrompere i suoi studi, quando il governo francese lo fece internare in un campo di prigionia nel sud del paese, poiché, nonostante le sue manifeste idee antifasciste e la sua discendenza ebraica, Coser era ancora cittadino tedesco.
Nel 1941 riuscì ad emigrare negli Stati Uniti, dove, un impiegato dell'immigrazione gli suggerì di cambiare il proprio nome da Ludwig a Lewis. Al suo arrivo in America, riuscì a mantenersi lavorando per agenzie governative, parallelamente scriveva articoli su testate giornalistiche progressiste come Partisan Review, Politics e The Nation, oltre a numerose pubblicazioni per il Partito socialista. Nel 1942 sposò Rose Laub, dalla quale ebbe due figli, Ellen e Steven.
Assieme alla moglie, nel 1948, si laureò alla Columbia University, in seguito accettò una cattedra in scienze sociali all'Università di Chicago. Nel 1950 fece ritorno alla Columbia, dove conseguì il dottorato, quindi accettò la cattedra di sociologia alla Brandies University, Waltham, considerata un paradiso per i liberali, nel 1951 e vi rimase fino al 1968. Nello stesso periodo, Coser si inserì negli ambienti intellettuali progressisti newyorkesi e pubblicò il suo primo libro, "Le funzioni del conflitto sociale" (1956). Dal 1968 al 1988 insegnò sociologia alla State University of New York.
Durante il periodo maccartista, Coser assieme all'amico Irving Howe fondò la rivista Dissent, per opporsi al clima di intolleranza dell'epoca. La rivista viene ancora pubblicata.
Nel 1975 è stato nominato 66º presidente dell'American Sociological Association

## Il pensiero sociologico
Lewis Coser si inserisce in quella scuola della sociologia che va sotto il nome di teoria del conflitto, in particolare alla teoria del conflitto analitica di derivazione weberiana, che si contrappone alla teoria del conflitto utopista o marxista, afferente al lavoro di Karl Marx. Le principali differenze tra i due orientamenti consistono innanzitutto nella maggiore complessità nella visione della distribuzione del potere dipinta dai conflittualisti analitici rispetto ai marxisti; nella credenza dei conflittualisti weberiani che la scienza sociale e l'azione politica debbano restare separate (negavano, quindi, la formulazione di giudizi di valore sugli argomenti indagati, limitandosi a descriverli, sulla base del criterio di avalutatività sviluppato da Max Weber); e in una diversa visione della risoluzione del conflitto, che, per i marxisti, si risolverà in un'utopica rivoluzione, mentre per i weberiani esso ha la tendenza a diventare permanente e a venire incasellato all'interno di una società burocratica.
Il pensiero di Coser è molto influenzato dalla visione del sociologo tedesco Georg Simmel, il quale identificava la società come l'insieme delle relazioni di interazione che collegavano gli individui. Coser, a tale proposito, parla di "rete del conflitto", sottolineando come il conflitto sia una delle facce della vita sociale, di per sé non più rilevante del consenso. Il suo interesse, in realtà, è focalizzato sulle conseguenze del conflitto, e la sua tesi è che il conflitto non è necessariamente socialmente disgregante, ma è in grado di generare stabilità come anche il cambiamento.

### Origini e funzioni del conflitto
A differenza di molti altri conflittualisti (lo stesso Max Weber e Ralf Dahrendorf, per citarne un paio), Coser mostra un maggiore interesse per le caratteristiche psicologiche degli attori sociali, osservando l'esistenza di impulsi ostili nelle persone e la compresenza di sentimenti di amore e odio nelle relazioni interpersonali. Contemporaneamente, com'è ovvio, non dimentica di considerare le cause sociologiche del conflitto.
Il conflitto ha sì la capacità di innescare un cambiamento, positivo o negativo, ma ha anche - ed è questo l'aspetto che interessa di più Coser - la capacità e il compito di mantenere la coesione all'interno del gruppo. Esistono conflitti interni ed esterni al gruppo, che possono mantenere la stabilità del gruppo stesso e aumentarne la coesione. Il conflitto esterno stabilisce un'identità di gruppo, delimitandone i confini e rafforzando la partecipazione dei membri, mentre il conflitto con altri gruppi definisce un confine e, entro a quel confine, il comportamento che i membri del gruppo devono tenere. Quando il conflitto interno al gruppo investe i principi base del gruppo stesso, diventa socialmente disgregante.

## Opere principali
- The Function of Social Conflict, The Free Press, New York, 1956 (trad. Le funzioni del conflitto sociale, Feltrinelli, Milano, 1967)
- The American Communist Party: A critical History 1919-1957, con Irving Howe, Beacon Press, Boston, Mass., 1957
- Men of Ideas, 1965
- Sociology Through Literature, 1972
- Greedy Institutions: Patterns of Undividen Commitments, The Free Press, New York, 1974
- Continuities in the Study of Social Conflict, The Free Press, New York, 1976
- Masters of Sociological Thought, Harcourt Brace Jovanovich, New York, 1971 (trad. I maestri del pensiero sociologico, il Mulino, Bologna, 1983)
- Refugee Scholars in America, 1984
- A Handful of Thistles, 1988